# Marie Anell
Barbro Elsa Marie Anell, född 28 juli 1961 i Borås, är en svensk journalist och översättare. Hon översätter från arabiska och skriver om arabisk litteratur i tidskriften Karavan. Hon har även skrivit om den politiska utvecklingen i Mellanöstern i dagstidningar som Svenska Dagbladet och Borås Tidning.
Marie Anells översättning av Samar Yazbeks En mörk strimma av ljus (Ordfront) fick priset för Årets översättning 2013 med motiveringen: "För att hon med obeveklig omsorg har överfört det skimrande och förtätade språket i denna skoningslöst intima skildring av kvinnors situation i Damaskus."
Samar Yazbeks roman Hon som vandrar (Ordfront) i översättning av Marie Anell var nominerad till Kulturhuset Stadsteaterns internationella litteraturpris 2018.

## Översättningar
- Egypten berättar: Den rättvisande spegeln, Tjugonio noveller (antologi, tre noveller av Somaya Ramadan) (Tranan, 2008)
- Alaa al-Aswany: Chicago (Shikagu) (Bonniers, 2009)
- Nawal El Saadawi: Den stulna romanen (Zina al-riwaya al-masruqa) (Ordfront, 2010)
- Samar Yazbek: En mörk strimma av ljus (Ra'ihat al qirfat) (Ordfront, 2013)
- Nawal El Saadawi: Revolutionsskrivarna (Annahu al-damm) (Ordfront, 2014)
- Samar Yazbek: Resa in i tomheten (Bawwabat ard al adm) (Ordfront, 2015)
- Samar Yazbek: Hon som vandrar (Al Macha'a) (Ordfront, 2017)
- Samar Yazbek: Nitton kvinnor (Tisa ashrata imraʼa) (Ordfront, 2019)
- Bushra al-Maqtari: Vad lämnade du efter dig – Röster från Jemens bortglömda krig (Mada tarakta waraak - aswat min bilad al-harb al-mansia) (Myteri förlag, 2022)
- Baha al-Din ibn Shaddad: Saladin, hans liv och hans krig mot frankerna (al-Nawadir al-Sultaniyya wa al-Mahasin al-Yusufiyya) (Natur & Kultur, 2023)
- Samar Yazbek: Där vinden vilar (Maqam al-rih) (Ordfront, 2023)
- Ahmad Azzam: Svindel (Duwar) (Smockadoll, 2024)